# Junipérus
Junipérus (né le 28 avril 1975) est un cheval hongre alezan du stud-book Selle français, qui a concouru au niveau international en saut d'obstacles avec le cavalier Hubert Bourdy. Il est aussi au cœur d'une controverse financière impliquant l'entraîneur Marcel Rozier.

## Histoire
Junipérus naît le 28 avril 1975 à l'élevage de Joseph Rimlinger, en France. En 1981, alors qu'il appartient au club hippique de Forbach, il est repéré par Marcel Rozier, qui recherche des chevaux pour préparer les Jeux olympiques de Los Angeles. Rozier signe un contrat de location pour 3 ans, à hauteur de 100 000 francs par an.
Junipérus arrive à l'écurie de la Fédération française d'équitation, à Bois-le-Roi, où il est confié à Christophe Cuyer puis Hubert Bourdy. Il est sélectionné comme premier réserviste pour les Jeux olympiques d'été de 1984 à Los Angeles, avec Bourdy.
Profitant de cette notoriété, le club hippique de Forbach met Junipérus en vente au prix de 2 millions de francs, et laisse Bourdy le monter en attendant un acquéreur. Le couple est de nouveau réserviste à Dinard, puis décroche la coupe des Nations de Rotterdam avec l'équipe de France de saut d'obstacles.
Marcel Rozier et M. Bruyninck (l'un des propriétaires du haras des Grand-champs), proposent pour Junipérus un prix d'achat à 600 000 francs au club de Forbach . Un marchand de chevaux belge, François Mathy, revend ensuite le hongre au cavalier Hap Hansen, de Californie, pour un prix bien supérieur, probablement le double.
Hubert Bourdy et le club de Forbarch protestent, estimant avoir été trompés : le club hippique assure que le prix de 600 000 francs étant conditionné à la promesse que Junipérus reste monté par Bourdy, qui par ailleurs souhaitait racheter son cheval.

## Description
Junipérus est un hongre de robe alezan, inscrit au stud-book du Selle français. 

## Palmarès
Il atteint un indice de saut d'obstacles (ISO) de 172 en 1985.

## Origines
Junipérus est un fils de l'étalon Anglo-arabe Floriss II, et de la jument Selle français Coquine I, par Tourbillon des dames / Pamir. Il compte 44 % d'ancêtres Pur-sang, 25 % d'Anglo-arabe, et 16 % de Selle français et assimilés.